# Chiesa dei Minoriti (Catania)
La chiesa di San Michele Arcangelo ai Minoriti è un luogo di culto cattolico di Catania, ubicato sulla via Etnea, nel quartiere di Quattro Canti - Piano della Sigona

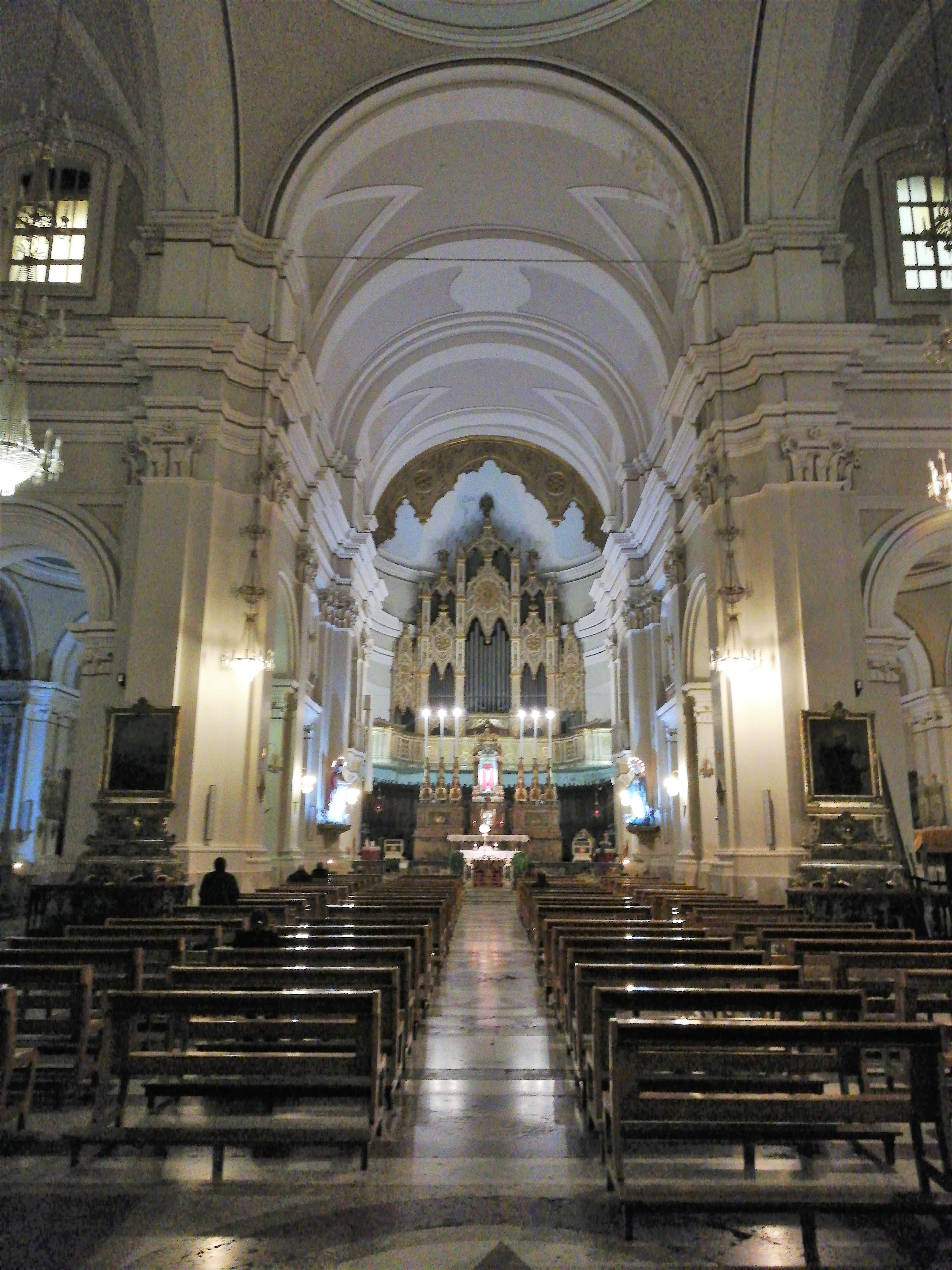
Navata.

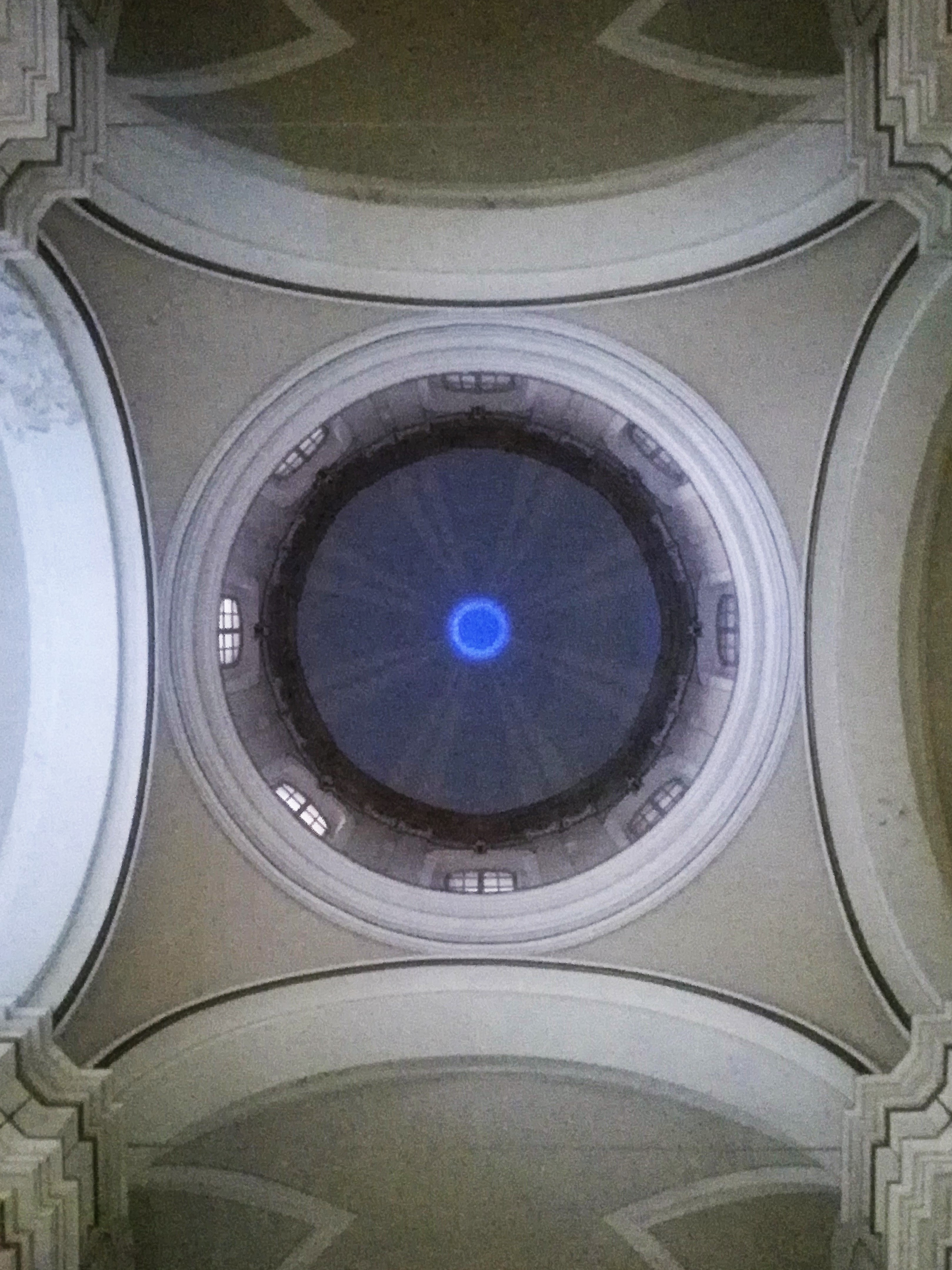
Cupola.

## Storia

### Epoca spagnola
I Caracciolini giunsero a Catania nel 1625 su invito del vescovo Innocenzo Massimo. Al loro arrivo furono ospitati nella struttura che poi divenne la Casa degli Orfanelli. In seguito fu assegnata loro la chiesa dedicata a San Michele Minore, la quale sorgeva sulla via Stesicorea.
Il terremoto del Val di Noto del 1693 atterrò le fabbriche. L'attuale chiesa e l'annesso convento dei Chierici Regolari Minori o Minoriti furono costruiti nella seconda metà del XVIII secolo su progetto dell'architetto Francesco Battaglia.
La riconsacrazione fu presieduta dall'arcivescovo Corrado Maria Deodato Moncada.

## Descrizione

### Esterno
La facciata della chiesa è a due ordini con colonne in stile barocco siciliano. Disegnata da Sebastiano Ittar, prospetta su via Etnea. all'estremità delle balaustre del secondo ordine sono collocate a sinistra la statua raffigurante Bartolomeo Simorilli, primo prevosto della chiesa, a destra quella mutilata di San Francesco Caracciolo, danneggiata da una bomba durante il secondo conflitto mondiale.

### Interno
L'interno a croce greca, con un coro molto profondo, presenta all'incrocio dei bracci della crociera un'alta cupola. Addossate ai pilastri vicini alle rampe di scale dell'ingresso, due monumentali e insolite acquasantiere marmoree.

### Navata destra
L'ambiente in prossimità della controfacciata ospita il simulacro raffigurante San Michele Arcangelo.
- Prima campata: Cappella di Sant'Agata. Altare dedicato alla martire catanese con una grande tela di Marcello Leopardi raffigurante Sant'Agata impetra la liberazione di Catania, accanto è custodito un dipinto raffigurante Santa Lucia.
- Seconda campata - braccio dx crociera: Cappella di San Francesco Caracciolo. Altare con dipinto raffigurante San Francesco Caracciolo, opera iniziata da Marcello Leopardi e completata dal suo allievo Vincenzo Ferreri. Nello stesso ambiente è custodito il quadro raffigurante l'Angelo Raffaele e Tobia realizzato dalla pittrice catanese Giovannina M. Piazza. Sulla sinistra il dipinto raffigurante il Beato Bartolomeo Simorilli.
  - Varco: uscita su via Minoriti.
- Terza campata: Cappella dell'Annunziata. Altare con una grande tela raffigurante l'Annunciazione, opera di Guglielmo Borremans.

### Navata sinistra
L'ambiente in prossimità della controfacciata ospita un monumento funebre addossato alla parete esterna e un simulacro raffigurante San Pio di Pietrelcina.
- Prima campata: Cappella di San Giuseppe. Altare con una grande tela raffigurante il Transito di San Giuseppe, opera di Marcello Leopardi.
- Seconda campata - braccio sx crociera: Cappella di San Michele Arcangelo. Altare con una tavola rivestita di argento sbalzato raffigurante l'Arcangelo Michele, manufatto del XVI secolo.
- Terza campata: Cappella del Santissimo Crocifisso. Altare del Santissimo Crocifisso custodisce il Crocifisso marmoreo, opera di Agostino Penna, accanto un dipinto raffigurante l'Addolorata.

### Presbiterio
Nell'abside si erge l'altare maggiore attorno al quale vi è il coro con 22 stalli e in alto, dentro la cantoria, riccamente dorata, è situato uno stupendo organo realizzato dai fratelli bergamaschi Serassi opus 648 del 1858 con cassa in stile neogotico.

## Convento
Convento dei Caracciolini oggi adibito a sede della prefettura. Il prospetto è opera dell'architetto Sebastiano Ittar dell'inizio dell'Ottocento.

## Opere
- XIX secolo, Anime del Purgatorio, olio su tela, opera dell'acese Francesco Mancini Ardizzone.

## Galleria d'immagini

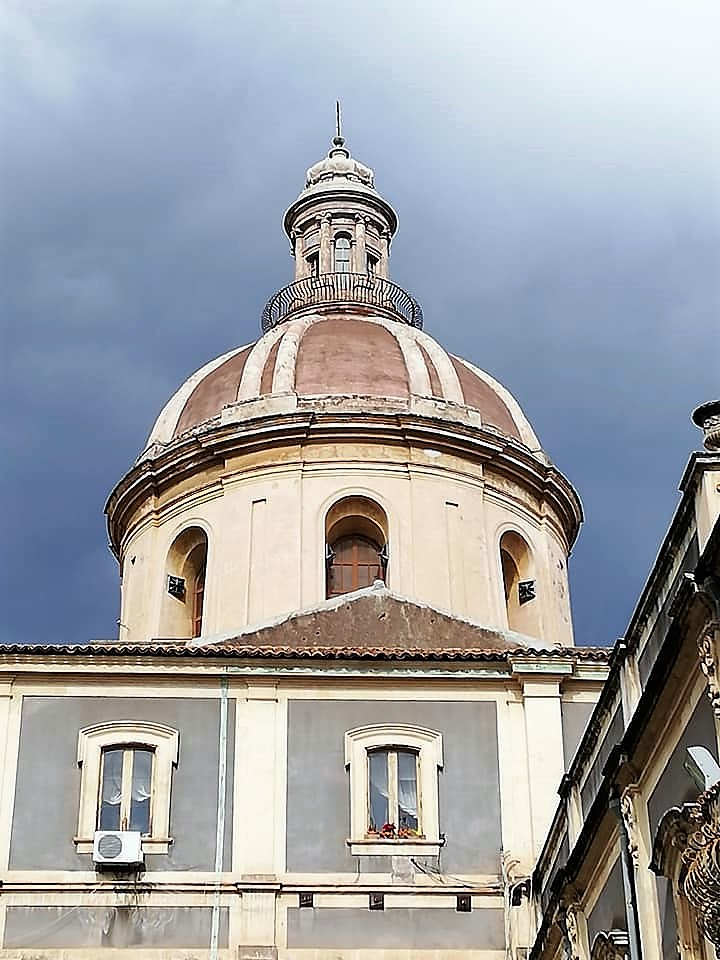
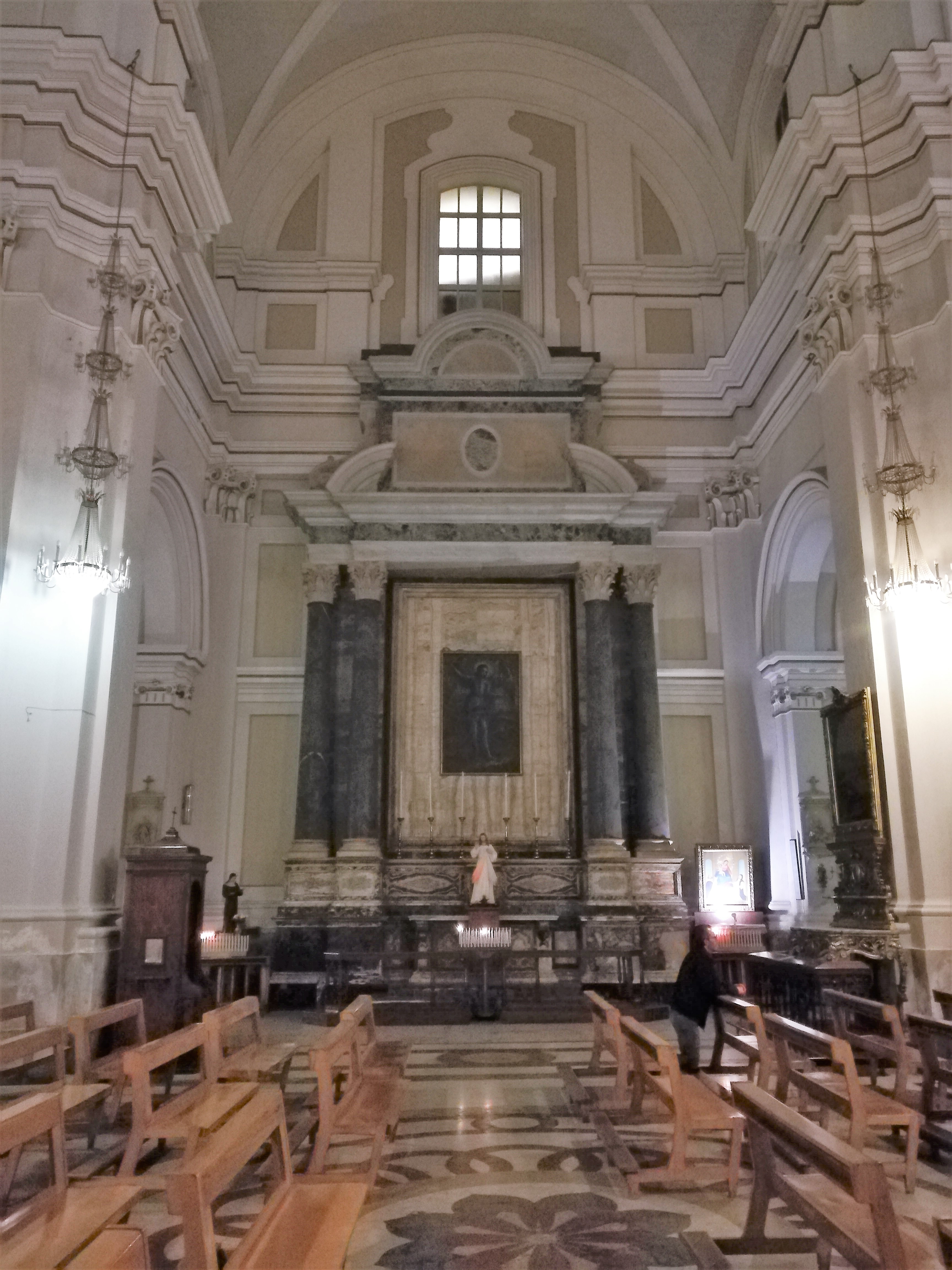
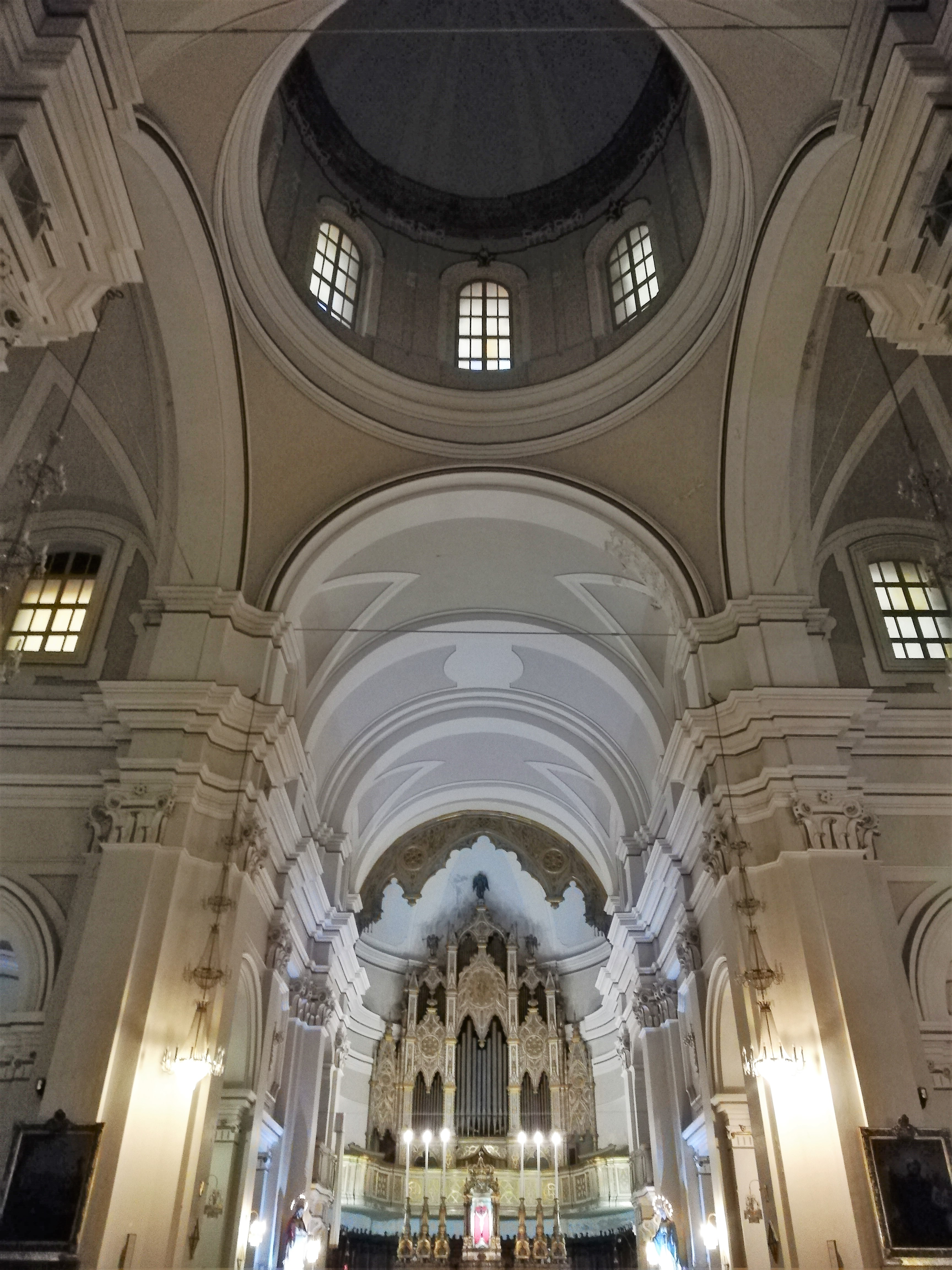
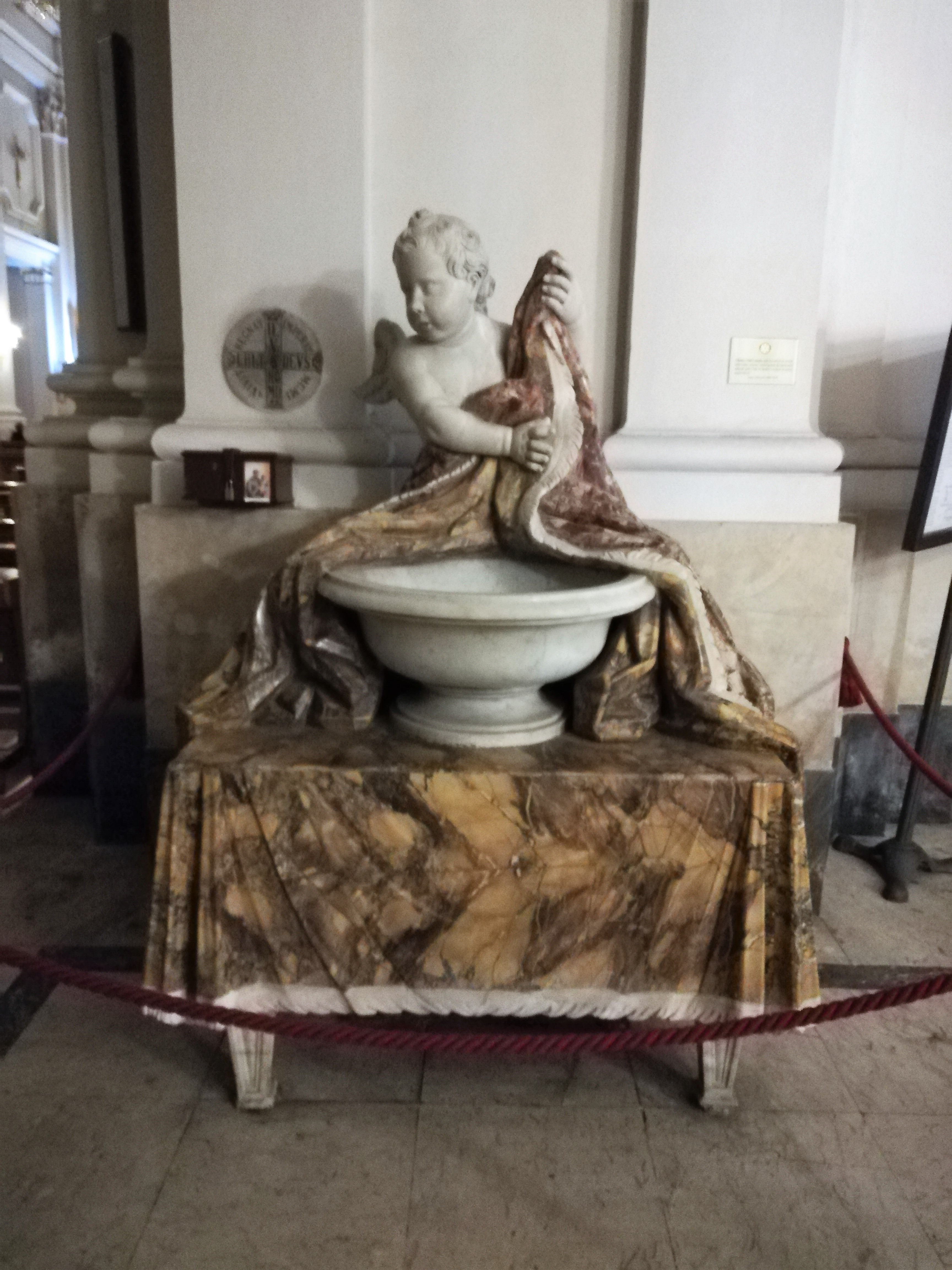
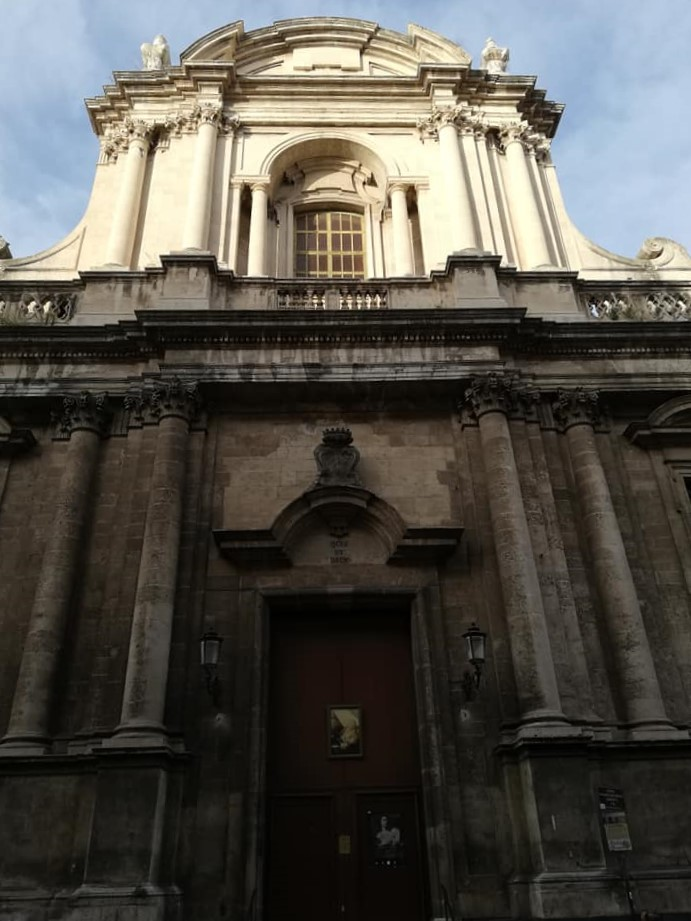
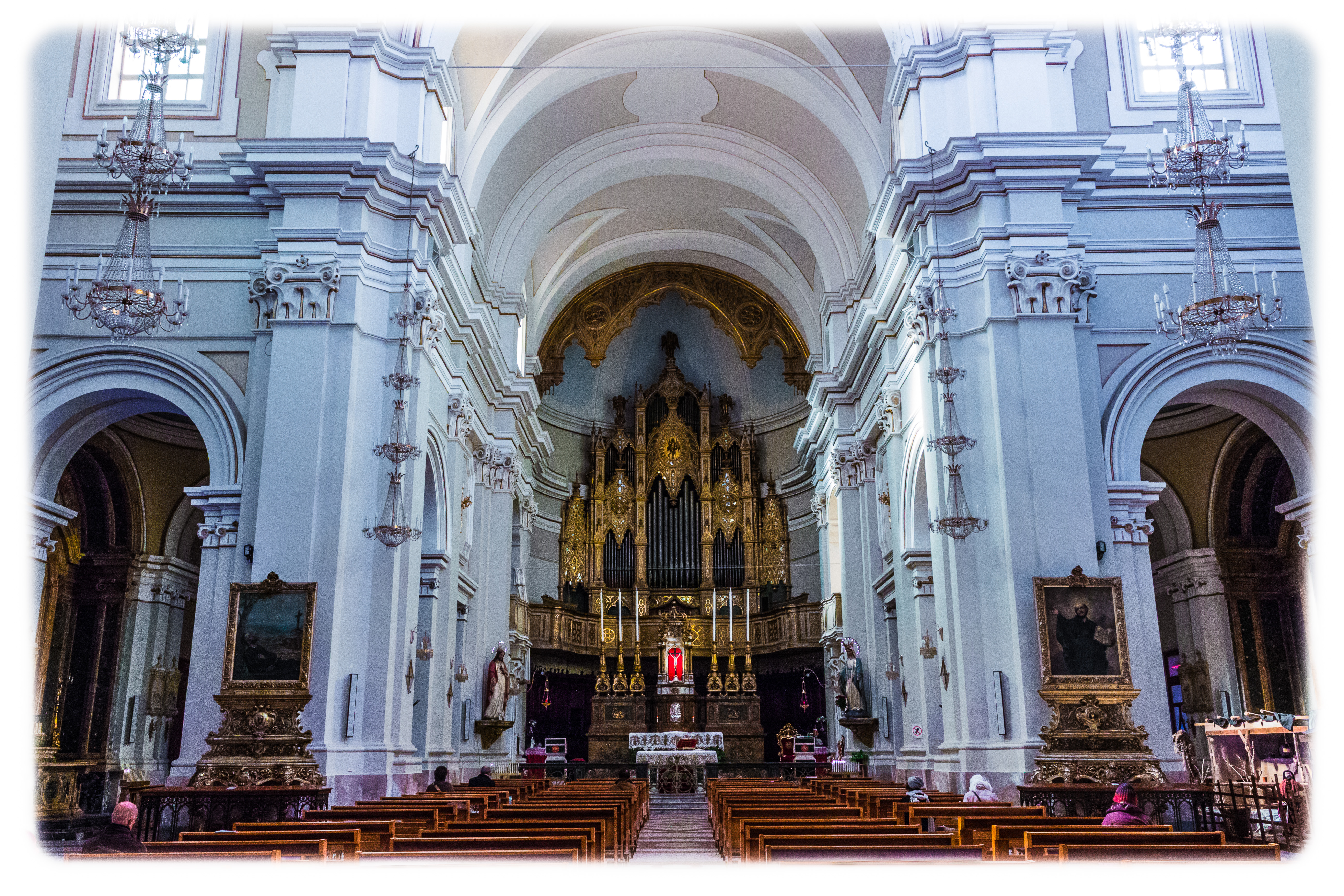
Navata centrale